# 2020年東京パラリンピックのニジェール選手団
2020年東京パラリンピックのニジェール選手団は、2021年8月24日から9月5日まで日本の東京で開催された2020年東京パラリンピックニジェール選手団の名簿。

## 選手団
- 人員: 選手 2人
- 開会式旗手: イブラヒム・ダヤボウ

## 種目別選手・スタッフ名簿及び成績

### 陸上
| 選手                 | 種目           | 予選   | 予選       | 決勝     | 決勝     |
| 選手                 | 種目           | 結果   | 順位       | 結果     | 順位     |
| -------------------- | -------------- | ------ | ---------- | -------- | -------- |
| イブラヒム・ダヤボウ | 男子100m T47   | 12秒41 | 15位 (7着) | 予選敗退 | 予選敗退 |
| アブドゥ・ハミドゥ   | 女子砲丸投 F57 | -      | -          | 5.76m PB | 15位     |